# Ponzone
Ponzone (Ponson in piemontese, pronuncia IPA: [pʊnˈsʊŋ], localmente [pʊnˈtsɔŋ]; Puncone nel medioevo) è un comune italiano di 995 abitanti della provincia di Alessandria, in Piemonte.
La zona del Ponzonese è da considerarsi una zona collinare di interesse ambientalistico, ricca di flora e fauna.

## Storia
Il borgo venne compreso nella Marca Aleramica dal X secolo.
Nel XII e XIII secolo Ponzone fu il centro del marchesato di Ponzone, infeudato a un ramo degli Aleramici.

### Simboli
Lo stemma è stato riconosciuto con D.C.G. del 5 ottobre 1934.
Il gonfalone è stato concesso con regio decreto del 3 giugno 1937 ed è costituito da un drappo di verde.

## Società

### Evoluzione demografica
Negli ultimi cento anni, a partire dal 1921, la popolazione residente è diminuita del 75%. 
Abitanti censiti

## Cultura

### Cucina
La cucina della zona stagionalmente offre piatti tipici come: funghi, cinghiale, castagne.

### Eventi
- Festa dell'Uva e del Vino in località Ciglione, nell'ultima domenica di agosto
- Sagra del Fungo, nella prima settimana di settembre

## Infrastrutture e trasporti

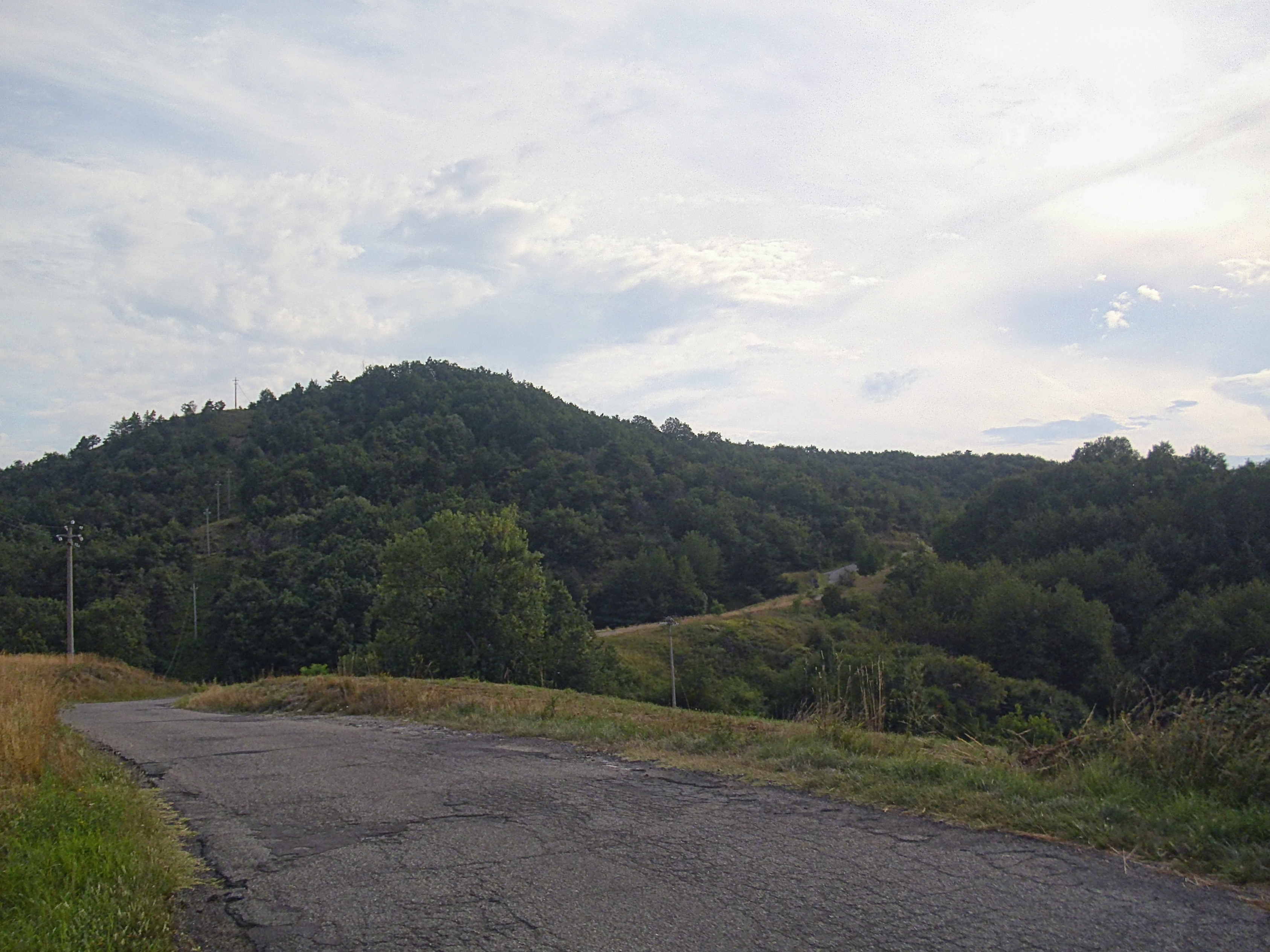
La strada provinciale 208 Cassinelle - Cimaferle, nel punto sul confine tra il territorio di Morbello e Ponzone, poco prima di Cimaferle

La frazione Cimaferle è il punto di arrivo della SP 208 Strada Provinciale Cassinelle - Cimaferle. Sempre da Ponzone parte la SP 212 Strada Provinciale della Pieve che collega località Cappelletta con la strada statale 334 del Sassello, in prossimità del confine con i comuni di Cartosio e Malvicino. Il territorio comunale è attraversato dalla strada provinciale 210 Acqui-Palo.

## Geografia antropica

### Frazioni
Il comune comprende tra frazioni e località: Losio, Ciglione, Caldasio, Moretti di Caldasio, Carmine, Galli, Bistolfi, Manfrinetti, Ognibene, Pille, Chiappino primo, Chiappino secondo, Pianlago, Foi, Molara, Fontanazzo, Cimaferle, Toleto, Abasse, Verzella, Zerba, Piancastagna, Mongorello, Rizzi, Sed Luvien, Bric Berton e Moretti di Ponzone

#### Ciglione
La frazione di Ciglione appartiene al comune di Ponzone dal quale dista 3,74 chilometri.
Essa è a 492 metri sul livello del mare e ha circa 80 abitanti.

## Amministrazione
Di seguito è presentata una tabella relativa alle amministrazioni che si sono succedute in questo comune.
| Periodo        | Periodo        | Primo cittadino        | Partito                                  | Carica  | Note  |
| -------------- | -------------- | ---------------------- | ---------------------------------------- | ------- | ----- |
| 19 giugno 1985 | 31 maggio 1990 | Romano Malò            | Democrazia Cristiana                     | Sindaco | [ 7 ] |
| 31 maggio 1990 | 24 aprile 1995 | Andrea Mignone         | Partito Socialista Democratico Italiano  | Sindaco | [ 7 ] |
| 24 aprile 1995 | 14 giugno 1999 | Andrea Mignone         | centro                                   | Sindaco | [ 7 ] |
| 14 giugno 1999 | 14 giugno 2004 | Andrea Mignone         | lista civica                             | Sindaco | [ 7 ] |
| 14 giugno 2004 | 8 giugno 2009  | Gildo Giardini         | lista civica                             | Sindaco | [ 7 ] |
| 8 giugno 2009  | 26 maggio 2014 | Gildo Giardini         | lista civica: concentrazione democratica | Sindaco | [ 7 ] |
| 26 maggio 2014 | 26 maggio 2019 | Fabrizio Andrea Ivaldi | lista civica: concentrazione democratica | Sindaco | [ 7 ] |
| 26 maggio 2019 | 9 giugno 2024  | Fabrizio Andrea Ivaldi | lista civica: concentrazione democratica | Sindaco | [ 7 ] |
| 9 giugno 2024  | in carica      | Fabrizio Andrea Ivaldi | lista civica: concentrazione democratica | Sindaco | [ 7 ] |